# Neuwarper See

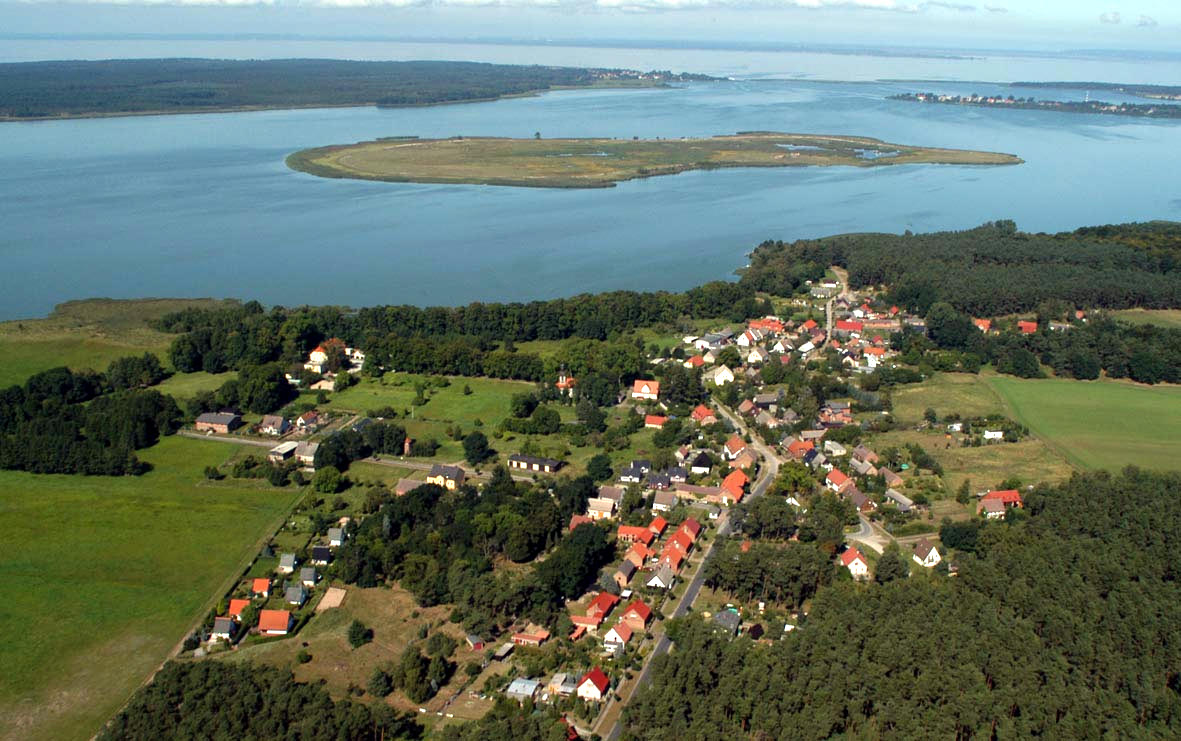
Neuwarper See và đảo Riether Werder

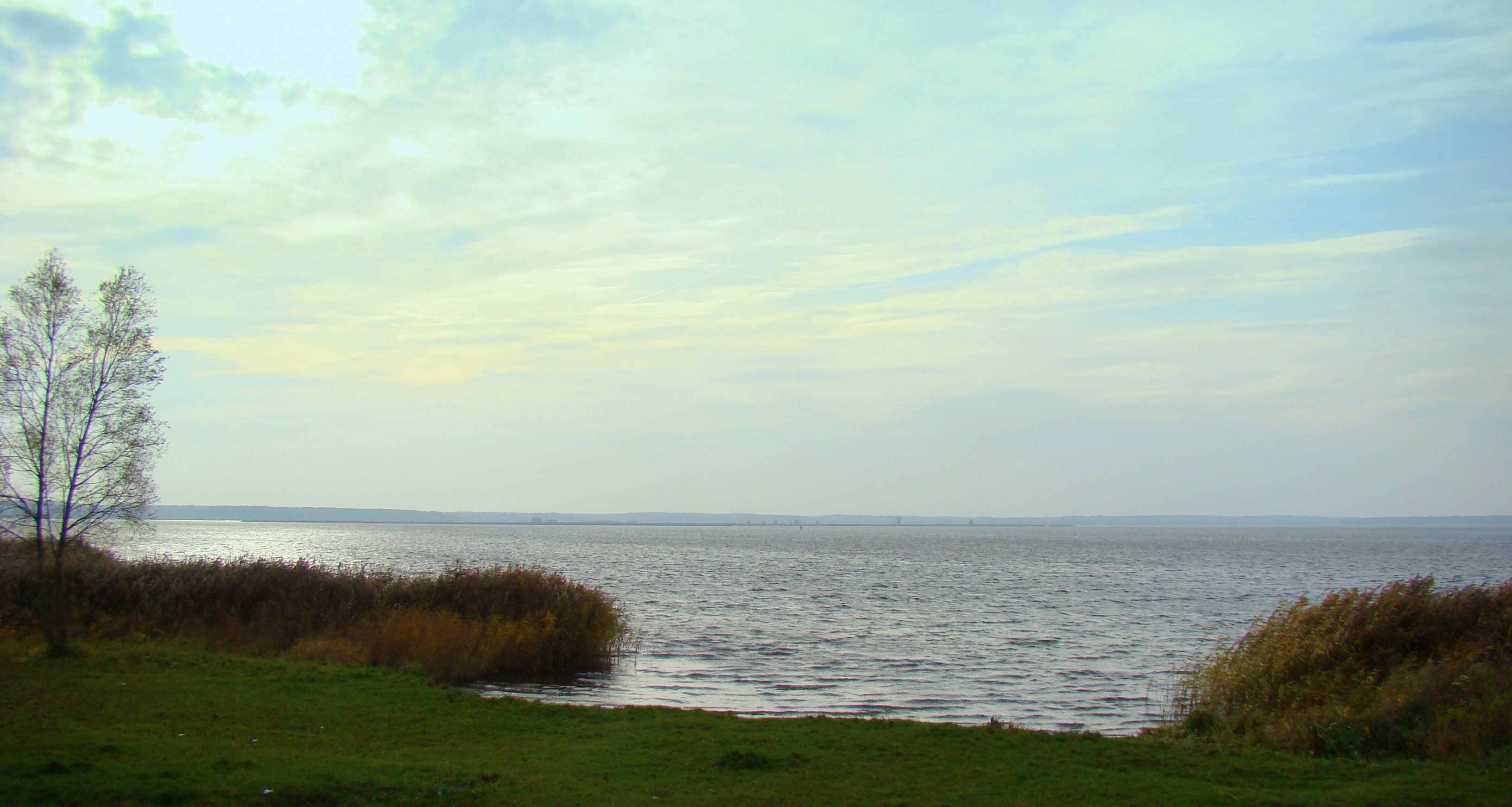
Neuwarper Xem

The Neuwarper See, cũng gọi là Warper See  (tiếng Ba Lan: Jezioro Nowowarpieńskie) là một vịnh trên bờ phía nam của đầm Szczecin. Nó chạy khoảng 6 km vào bên trong và có hai con kênh hẹp chảy đến đầm phá ở phía bắc, mỗi kênh chỉ rộng 150 mét và bị chia cắt bởi một đảo lau sậy nhỏ.
Phía tây và phía nam bờ biển của vịnh thuộc huyện Vorpommern-Greifswald của Mecklenburg-Vorpommernthuộc liên bang Đức của, bờ phía đông là một phần của Ba Lan Zachodniopomorskie (County Police). Trên Neuwarper See có thành phố tự trị Altwarp và làng Rieth  ở đô thị Luckow, cũng như thị trấn Nowe Warpno (Neuwarp) và các quận của nó - Podgrodzie (Altstadt) và Karszno (Albrechtsdorf). Đảo Riether Werder,   có diện tích 0,83 km², nằm ở bên phía Đức của Neuwarper See và giống như toàn bộ bờ biển giữa Altwarp và Rieth là nature reserve. Đảo Łysa Wyspa  (Kahleberg) nằm trong vùng biển Ba Lan.
Có một chuyến phà chở khách chạy giữa Altwarp và Neuwarp quanh năm (6 chuyến mỗi chiều từ 10:00 đến 17:30).

## liên kết ngoài
53°42′38″B 14°16′28″Đ / 53,71056°B 14,27444°Đ